# Софронов, Генрих Александрович
Ге́нрих Алекса́ндрович Софро́нов (род. 28 сентября 1936, Краснотурьинск, Свердловская область) — советский и российский ученый-токсиколог. Академик РАН (2013), РАМН (1997, член-корреспондент с 1993), доктор медицинских наук, генерал-майор медицинской службы (1989), профессор Санкт-Петербургского государственного университета (с 2013), Почётный доктор Новгородского государственного университета им. Ярослава Мудрого (2018).
Директор Института экспериментальной медицины в 2010—2016 годах, ныне научный руководитель. Заслуженный деятель науки Российской Федерации (1995).

## Биография
Родился в г. Краснотурьинске Свердловской области. Окончил Военно-медицинскую академию им. С. М. Кирова (1960). В 1967 году там же защитил кандидатскую диссертацию, а в 1978 году — докторскую. В 1964—2000 годах в альма-матер прошёл путь от адъюнкта до начальника научно-исследовательского управления и (в 1986—1996) кафедры военной токсикологии и медицинской защиты, руководителя научно-исследовательской лаборатории перфторуглеродов (с 1996). С 1993 года также осуществлял научное руководство направлением «Тропическая медицина» в совместном Российско-Вьетнамском тропическом научно-исследовательском и технологическом центре (г. Ханой).
С 2000 по 2014 год руководитель отдела экологической физиологии и в 2010—2016 годах директор Института экспериментальной медицины, а ныне научный руководитель этого учреждения (с 2016). С 2013 года также профессор кафедры фундаментальных проблем медицины и медицинских технологий факультета стоматологии и медицинских технологий СПбГУ.
Председатель Северо-Западного отделения медицинских наук (с 2015). Член Президиума РАН и заместитель академика-секретаря. Член Экспертного совета ВАК РФ. Председатель диссертационного совета в альма-матер. В 2010—2014 гг. председатель Президиума СЗО РАМН.
Под началом Г. А. Софронова защищены 3 кандидатские и 4 докторские диссертации. Создатель научной школы токсикологов, к которой причисляют 25 докторов и 44 кандидата наук.
Член редакционных коллегий журналов «Экологическая химия» и «Клиническая медицина и патофизиология».
Как отмечается на сайте РАН: «Более 20 лет Г. А. Софронов осуществлял научное руководство и координацию научных исследований в стране по созданию медицинских средств защиты от химического оружия». Участник испытаний отечественных образцов ядерного и химического оружия.
Автор более 450 научных публикаций, изобретений и патентов.

## Награды
Ордена и медали
- Орден Трудового Красного Знамени (1983).
- Орден Дружбы (2005, Вьетнам.
- Медаль «За боевое содружество» (Куба).
- Другие медали.
- Памятный знак «МПА СНГ. 25 лет» (29 ноября 2018) — за содействие в деятельности Межпарламентской Ассамблеи и её органов[2]

Премии
- Лауреат премии имени И. П. Павлова (2012) — за разработку проблем экологической физиологии и токсикологии[3]
- Лауреат премии СПбО РАН имени А. А. Максимова в области наук о жизни[4] — за работы по исследованию отдалённых последствий воздействия на жителей Вьетнама диоксинсодержащего фитотоксиканта, применявшегося во время гражданской войны при участии ВС США

Почётные звания:
- Заслуженный деятель науки и техники Российской Федерации (11 мая 1995) — за заслуги в научной деятельности[5].
- Почётный доктор Военно-медицинской академии им. С. М. Кирова (2002).
- Почётный доктор Новгородского Государственного Университета им. Ярослава Мудрого (2018).

## Семья
Супруга — Лариса Софронова; сын Александр (род. 1960) — психиатр, член-корреспондент РАН.